# يوحنا موروس
يوهانس موروس أو يوحنا موروس (الإيطالية: Giovanni Moro؛ توفي 1254، ودفن في تشرين الثاني) كان خادمًا لالإمبراطور الروماني المقدس فريدريك الثاني ملك شوابيا. كان يوحنا ابنًا لعبد سرساني (على الأغلب عربي)، وبالتالي كان عبدًا في البداية، لكنه استفاد من "تنقل اجتماعي غير عادي" سمح له باكتساب قوة سياسية كبيرة في سوابيا.
تدرّجَت أعماله من محكمة مملكة صقلية ، حتى منصب كبير المحاسبين [الإنجليزية] (أمين الخزانة)، والذي أضاف إليه دورًا بارزًا في لوجارة، في عهد فريدريك الثاني وابنه كونراد الرابع.
يرجع الفضل في اسمه أيضًا إلى أصوله العربية (غالبًا من عرب شمال أفريقيا)، والذي يشير إلى أصله العرقي ولون بشرته. يُعتقد أن التمثال النصفي ذو الملامح الشمال أفريقية الذي عُثر عليه في قلعة لوجارة يمثل صورة يوحنا. انتهت ولائه لسلالة سوابيا في عام 1254، تحت حكم مانفريد، عندما انتقل يوحنا إلى الجانب الغويلفي المعارض المؤيد للبابا. وقد أدّت السياسات ضد المسلمين في لوجارة إلى قتله على يدهم. وفي رسالة مؤرخة في 9 تشرين الثاني 1254، أكد البابا إينوسنت الرابع تحول يوحنا إلى الإيمان الكاثوليكي. عند وفاته، أصبح منصب جراند تشامبرلين من اختصاص مانفريد الثاني، مركيز ماليتا.